# Madanpur
Madanpur (nepalski: मदानपुर) – gaun wikas samiti w środkowej części Nepalu w strefie Bagmati w dystrykcie Nuwakot. Według nepalskiego spisu powszechnego z 2001 roku liczył on 1628 gospodarstw domowych i 9184 mieszkańców (4748 kobiet i 4436 mężczyzn).